# Реактор на швидких нейтронах зі свинцевим теплоносієм

Схема реактора на швидких нейтронах зі свинцевим свинцевим теплоносієм.

Реактор на швидких нейтронах зі свинцевим теплоносієм — це конструкція ядерного реактора, яка має спектр швидких нейтронів і розплавлений свинець або свинцево-вісмутову евтектику як теплоносій. Розплавлений свинець або свинцево-вісмутова евтектика може використовуватися як первинний охолоджувач, оскільки особливо свинець і, меншою мірою, вісмут мають низьке поглинання нейтронів і відносно низькі температури плавлення. Нейтрони сповільнюються менше через взаємодію з цими важкими ядрами (тому вони не є сповільнювачами нейтронів), і, отже, допомагають зробити цей тип реактора реактором на швидких нейтронах. Простіше кажучи, якщо нейтрон потрапляє на частинку з такою ж масою (наприклад, водень у реакторі з водою під тиском PWR), він має тенденцію втрачати кінетичну енергію. Навпаки, якщо він вдариться об набагато важчий атом, такий як свинець, нейтрон «відскочить», не втрачаючи цієї енергії. Проте теплоносій виконує функцію відбивача нейтронів, повертаючи частину нейтронів, що вийшли, в активну зону. Конструкції палива, які досліджуються для цієї схеми реактора, включають уран, придатний для відтворення, у формі металу, оксиду або нітриду. Реактори на швидких нейтронах меншої потужності зі свинцевим свинцевим теплоносієм (такі як SSTAR) можуть охолоджуватися за допомогою природної конвекції, тоді як більші конструкції (такі як ELSY) використовують примусову циркуляцію в нормальній роботі, але використовуватимуть аварійне охолодження природною циркуляцією. Не потрібно ні втручання оператора, ні перекачування будь-якого типу для охолодження залишкового тепла реактора після зупинки. Температура теплоносія на виході з реактора зазвичай знаходиться в діапазоні від 500 до 600 °C, можливо коливаючись понад 800 °C із передовими матеріалами для пізніших конструкцій. Температура вище 800 °C теоретично достатньо висока, щоб підтримувати термохімічне виробництво водню через сірчано-йодний цикл, хоча це не було продемонстровано.
Концепція загалом дуже подібна до реактора на швидких нейтронах з натрієвим теплоносієм, і більшість реакторів на швидких нейтронах з рідким металом використовують натрій замість свинцю. Було побудовано небагато реакторів зі свинцевим свинцевим теплоносієм, за винятком деяких радянських атомних підводних реакторів у 1970-х роках, але ряд запропонованих і один новий ядерний реактор, що будується, мають свинцевий теплоносій.
Конструкція реактора зі свинцевим свинцевим теплоносієм була запропонована як реактор IV покоління Плани щодо майбутнього впровадження цього типу реактора включають модульні конструкції з номінальними характеристиками від 300 до 400 МВт і велику монолітну станцію потужністю 1200 MWe.

## Модульні ядерні реактори
Реактори, в яких використовується свинець або свинцево-вісмутова евтектика, можуть бути розроблені у широкому діапазоні потужностей. У шістдесятих і сімдесятих роках Радянський Союз успішно експлуатував підводні човни класу «Альфа» з реактором на швидких нейтронах охолоджуваним свинцево-вісмутовим сплавом, який мав приблизно 30 МВт механічної потужності при 155 МВт теплової потужності (див. нижче).
Інші варіанти включають блоки з довговічними попередньо виготовленими активними зонами, які не потребують дозаправки протягом багатьох років.
Набір реакторів на швидких нейтронах зі свинцевим свинцевим теплоносієм — це невелика електростанція «під ключ» з використанням касетних активних зон, що працюють за замкнутим паливним циклом з інтервалом перезарядки 15-20 років, або повністю змінних модулів реактора. Він призначений для виробництва електроенергії в малих мережах (та інших ресурсів, включаючи водень і питну воду).

## Переваги свинцю в реакторах на швидких нейтронах
Використання свинцю як теплоносія має ряд переваг порівняно з іншими методами охолодження реактора.
- Розплавлений свинець не сповільнює нейтрони. Сповільнення відбувається, коли нейтрони сповільнюються повторюваними зіткненнями із середовищем. Коли нейтрон стикається з атомами, які набагато важчі за нього самого, при цьому майже не втрачається енергії. Таким чином, нейтрони не сповільнюються свинцем, що гарантує, що нейтрони зберігають свою високу енергію. Це схоже на інші концепції реакторів на швидких нейтронах, включаючи конструкції з розплавленим рідким натрієм.
- Розплавлений свинець діє як відбивач нейтронів. Нейтрони, що виходять із активної зони реактора, певною мірою спрямовуються назад у активну зону, що забезпечує кращу  нейтронну ефективність. Це, у свою чергу, дозволяє збільшити відстань між паливними елементами в реакторі, дозволяючи краще відводити тепло свинцевим теплоносієм. [3]
- Свинець майже не піддається активації нейтронами. Таким чином, при поглинанні нейтронів свинцем практично не утворюються радіоактивні елементи. У цьому відмінність від свинцево-вісмутової евтектики, яка використовувалася в інших конструкціях на швидких нейтронах, у тому числі на російських підводних човнах. Вісмут у цій суміші (яка має нижчу температуру плавлення, ніж у чистого свинцю, 123,5 °C) певною мірою активується до 210Po, який є альфа-випромінювачем.
- Незважаючи на те, що свинець практично не поглинає нейтрони, свинець дуже ефективно поглинає гамма-промені та інше іонізуюче випромінювання. Це гарантує, що радіаційні поля поза реактором надзвичайно низькі.
- На відміну від розплавленого металевого натрію, іншого відносно популярного теплоносія, який використовується в реакторах на швидких нейтронах, свинець не має проблем із займистістю (хоча горіння натрію в повітрі є м’якою реакцією, не плутати з бурхливою реакцією між натрієм і водою), і затвердіє від витоку.
- Дуже широкий температурний діапазон, при якому свинець залишається рідким (більше 1400 K або °C), означає, що будь-які температурні коливання поглинаються без будь-якого підвищення тиску. На практиці робоча температура підтримуватиметься на рівні близько 500 °C (932 °F) - 550 °C (1 022 °F) головним чином через інші властивості матеріалу.
- Як і в усіх конструкціях реакторів на швидких нейтронах, через високу температуру та високу теплову інерцію в аварійних ситуаціях можливе пасивне охолодження[en]. Таким чином, не потрібна електричне перекачування, природної конвекції повітря достатньо для видалення залишкового тепла після відключення. Щоб досягти цього, конструкції реакторів включають спеціальні системи пасивного відводу тепла, які не потребують електроенергії та дій оператора.
- Усі конструкції реакторів  на швидких нейтронах працюють при значно вищих температурах в активній зоні, ніж реактори з водяним свинцевим теплоносієм (і сповільнювачем). Це забезпечує значно вищу термодинамічну ефективність парогенераторів. Таким чином, більша частина ядерної енергії перетворюється на електроенергію. Більш ніж 40% ефективності можна досягти в реальному житті, у порівнянні з приблизно 30% у реакторах з водяним свинцевим теплоносієм.
- Так само, як і в усіх реакторах  на швидких нейтронах, теплоносій не знаходиться під тиском. Це означає, що резервуар під тиском не потрібен, а трубопроводи та канали можуть бути виготовлені зі сталі та сплавів, які не стійкі до тиску.[4] Будь-який витік у первинному контурі теплоносія не відбувається за дуже високого тиску.
- Свинець має високу теплопровідність (35 Вт/м. K) у порівнянні з водою (0,58), що означає, що перенесення тепла від тепловиділяючих елементів до теплоносія є ефективним.
- Замість дозаправки можна замінити всю активну зону після багатьох років експлуатації. Такий реактор підходить для країн, які не планують будувати власну атомну інфраструктуру.
- Ядерні властивості свинцю дозволяють йому запобігти позитивному паровому коефіцієнту реактивності, якому важко запобігти у великих активних зонах реакторів на швидких нейтронах з натрієвим теплоносієм.
- Свинець практично не реагує з водою чи повітрям, на відміну від натрію, який легко горить на повітрі та може вибухнути при контакті з водою. Це дозволяє використовувати простішу, дешевшу і безпечнішу конструкцію конфайнменту та теплообмінника/парогенератора. [5]

## Недоліки
- Свинець і свинцево-вісмутовий сплав дуже щільні, що збільшує вагу системи, тому потребують більшої структурної підтримки та, можливо, сейсмічного захисту, що збільшує вартість будівництва, хоча більш компактна конструкція також може бути корисною.
- У той час як свинець дешевий і поширений у великій кількості, вісмут дорогий і досить рідкісний. Підключений до мережі свинцево-вісмутовий реактор вимагає сотень тонн свинцево-вісмутового сплава залежно від розміру реактора.
- Затвердіння свинцево-вісмутового розчину виводить реактор з ладу. Однак свинцево-вісмутова евтектика має порівняно низьку температуру плавлення 123,5 °C (254,3 °F), що робить плавлення відносно легким завданням. Свинець має вищу температуру плавлення 327,5 °С, але часто використовується як реактор басейнового типу, де велика маса свинцю нелегко замерзає.
- Витікаючи і застигаючи, теплоносій може пошкодити обладнання (див. Радянський підводний човен К-64[en] ), якщо не вжити заходів щодо локалізації таких витоків.
- Свинець-вісмут виробляє значну кількість полонію в результаті нейтронної активації вісмуту. Цей радіоактивний елемент розчиняється у свинцево-вісмутовій речовині та є альфа-випромінювачем із періодом напіврозпаду 138 днів. Це може ускладнити догляд і створити проблему забруднення станції. Випромінювана альфа-частинка має високу енергію, тому є небезпечною.

Чистий свинець виробляє на порядки менше полонію, і тому має перевагу над свинцево-вісмутовим сплавом у цьому відношенні.
- Найбільш складною проблемою свинцю є можливість ерозії та корозії внутрішніх частин реактора. Нові спеціалізовані матеріали, такі як аустенітні сталі, леговані алюмінієм, які зберігають захисний оксидний шар на компонентах реактора, є кандидатами на дослідження.

## Реалізація

### Росія/СРСР
Два типи реакторів  на швидких нейтронах зі свинцевим свинцевим теплоносієм використовувалися на радянських підводних човнах класу «Альфа» 1970-х років. Конструкції OK-550 і BM-40A були здатні виробляти 155 МВт. Вони були значно легшими за типові реактори з водяним свинцевим теплоносієм і мали перевагу в тому, що вони могли швидко перемикатися між режимами максимальної потужності та мінімального шуму. 
У 2010 році було оголошено про створення спільного підприємства під назвою AKME Engineering для розробки комерційного свинцево-вісмутового реактора. СВБР-100 («Свинцово-Висмутовий быстрый реактор» — свинцево-вісмутовий швидкий реактор) базується на проектах Альфа і вироблятиме 100 МВт електроенергії з загальної теплової потужності 280 МВт, приблизно вдвічі більше, ніж реактори підводних човнів. Їх також можна використовувати в групах до 16, якщо потрібна більша потужність. Температура теплоносія підвищується з 345 °C (653 °F) до 495 °C (923 °F), коли він проходить через активну зону. Як паливо можна було б використовувати оксид урану, збагачений до 16,5% U-235, а дозаправляти його кожні 7–8 років. Прототип запланований на 2017 рік.
Ще два реактори зі свинцевим теплообмінником розроблені росіянами: БРЕСТ-300 і БРЕСТ-1200. Проектування БРЕСТ-300 було завершено у вересні 2014 року  .
WNA згадує роль Росії у підвищенні інтересу інших країн до цієї сфери:
У 1998 році Росія розсекретила багато дослідницької інформації, отриманої з її досвіду роботи з підводними реакторами, і інтерес США до використання Pb або Pb-Bi для малих реакторів згодом зріс.

## Пропозиції та в розробці

### Бельгія
Проект MYRRHA (Multi-purpose hYbrid Research Reactor for High-tech Applications, багатоцільовий гібридний дослідницький реактор для високотехнологічних застосувань) — це перший у своєму роді проект ядерного реактора, з’єднаного з прискорювачем протонів (так звана система, керована прискорювачем (ADS)). Це буде «свинцево-вісмутовий  реактор  на швидких нейтронах» з двома можливими конфігураціями: підкритичною або критичною. Проектом керує SCK•CEN, Бельгійський центр ядерної енергетики. Він буде побудований на основі першого успішного демонстратора: GUINEVERE. У 2013 році проект увійшов у нову фазу розвитку, коли консорціум на чолі з Areva отримав контракт на розробку передньої частини. MYRRHA користується міжнародним визнанням і був включений у грудні 2010 року Європейською комісією як один із 50 проектів для збереження європейського лідерства у високотехнологічних дослідженнях протягом наступних 20 років.

### Німеччина
Дворідинний реактор (DFR) — це німецький проект, який поєднує в собі переваги реактора з розплавленою сіллю та реактора з рідкометалевим теплоносієм . Як реактор-розмножувач, DFR може спалювати природний уран і торій, а також переробляти ядерні відходи. Завдяки високій теплопровідності розплавленого металу DFR є за своєю суттю безпечним реактором (тепло розпаду може відводитися пасивно).

### Румунія
ALFRED (Advanced Lead Fast Reactor European Demonstrator) — демонстратор реактора на швидких реакторах зі свинцевим свинцевим теплоносієм, розроблений компанією Ansaldo Energia з Італії, який планується побудувати в Міовені, Румунія. ATHENA, басейн розплавленого свинцю, який використовується для дослідницьких цілей, також збирається побудувати на тому ж місці.

### Росія
Що стосується серйозних розробок, то Росія, здається, знаходиться на передньому краї розробки  реактора на швидких нейтронах зі свинцевим теплоносієм. Реактор БРЕСТ зараз будується. Цей реактор використовуватиме чистий свинець як теплоносій, паливо з нітриду плутонію/урану, вироблятиме 300 МВт (електрики) із 750 МВт теплової потужності і є реактором басейнового типу. Будівництво фундаменту завершено в листопаді 2021 року. Реактор розташований як Сібірському хімічному комбінаті (СХК) у Сіверську.

### Швеція
Компанія LeadCold у співпраці з Королівським технологічним інститутом KTH і Uniper розробляє реактор SEALER (Swedish Advanced Lead Reactor), реактор зі свинцевим свинцевим теплоносієм, що використовує нітрид урану як паливо.

### Сполучені Штати
Початкова конструкція Hyperion Power Module мала бути такого типу, використовуючи нітридне уранове паливо, укладене в труби HT-9, кварцовий відбивач і свинцево-вісмутову евтектику як теплоносій. Підприємство припинило діяльність у 2018 році.
Ліверморська національна лабораторія імені Лоуренса розробила конструкцію SSTAR із свинцевим теплоносієм.